# 范家屯镇
范家屯镇，是中华人民共和国吉林省长春市公主岭市}下辖的一个行政建制镇。吉林公主岭经济开发区坐落于此，并划出一个类似乡级单位——范家屯经济开发区。

## 行政区划
范家屯镇下辖以下地区：
西街社区、北街社区、兴华街社区、永胜街社区、东街社区、平洋村、尖山子村、杨家店村、太平庄村、马洼子村、十家子村、田油坊村、孟家村、金城村、香山村、四马架村、平顶山村、凤响村、铁南村、胜利村、清泉村、郜家村和王学坊村。

## 交通
京哈铁路：范家屯站